# Schiaparelli (cratera marciana)
A cratera Schiaparelli é uma cratera de impacto em Marte nameada em homenagem a Giovanni Schiaparelli localizada no hemisfério de Schiaparelli.  Possui 461 km de diâmetro, estando localizada na latitude 3° S e longitude 344° W. Uma cratera dentro de Schiaparelli exibe várias camadas que podem ter sido formadas pela ação de ventos, vulcões ou deposição sob a água.
As camadas podem ter de poucos metros de espessura até vários metros. Pesquisa recente dessas camadas por cientistas do California Institute of Technology (Caltech) sugere que uma antiga mudança climática em Marte causada por uma variação regular da inclinação do planeta, ou obliquidade pode ter causado os padrões nas camadas. Na Terra, mudanças similares (forçar astronômico) no clima resultam em ciclos de eras glaciais.
A aparência regular das camadas rochosas sugere que mudanças regulares podem ser a causa por trás deste padrão. Mudanças regulares no clima podem ser decorrentes das variações na inclinação do planeta (também chamada obliquidade). Quando a inclinação é baixa (situação atual de Marte), os polos são os locais mais frios do planeta, enquanto o equador é o mais quente – tal como na Terra. Isso faz com que os gases na atmosfera, como água e dióxido de carbono, migrem em direção ao polos, onde acabam por se congelar. Quando a obliquidade é maior, os polos recebem mais luz solar, fazendo com que estas substâncias migrem para outros locais. Quando o dióxido de carbono se move para longe dos polos, a pressão atmosférica aumenta, causando talvez uma diferença na capacidade do vento de transportar e depositar a areia.  Ainda, com mais água na atmosfera grãos de areia se grudam e formam camadas. Este estudo da espessura das camadas foi executado utilizando-se mapas topográficos estéreo obtidos a partir do processamento dos dados da câmera de alta resolução a bordo da  Mars Reconnaissance Orbiter da NASA.

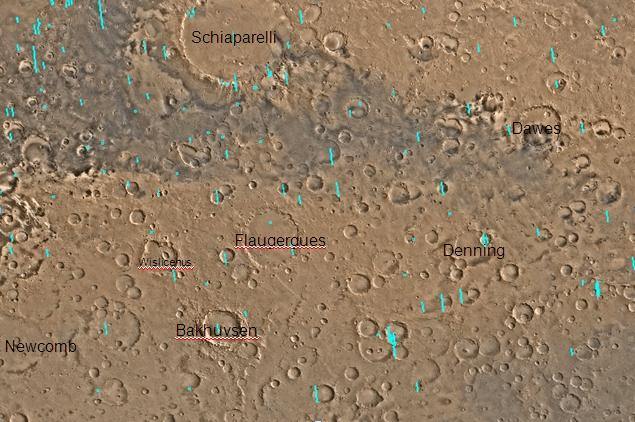
Mapa do quadrângulo de Sinus Sabaeus, a cratera Schiaparelli no alto à esquerda.
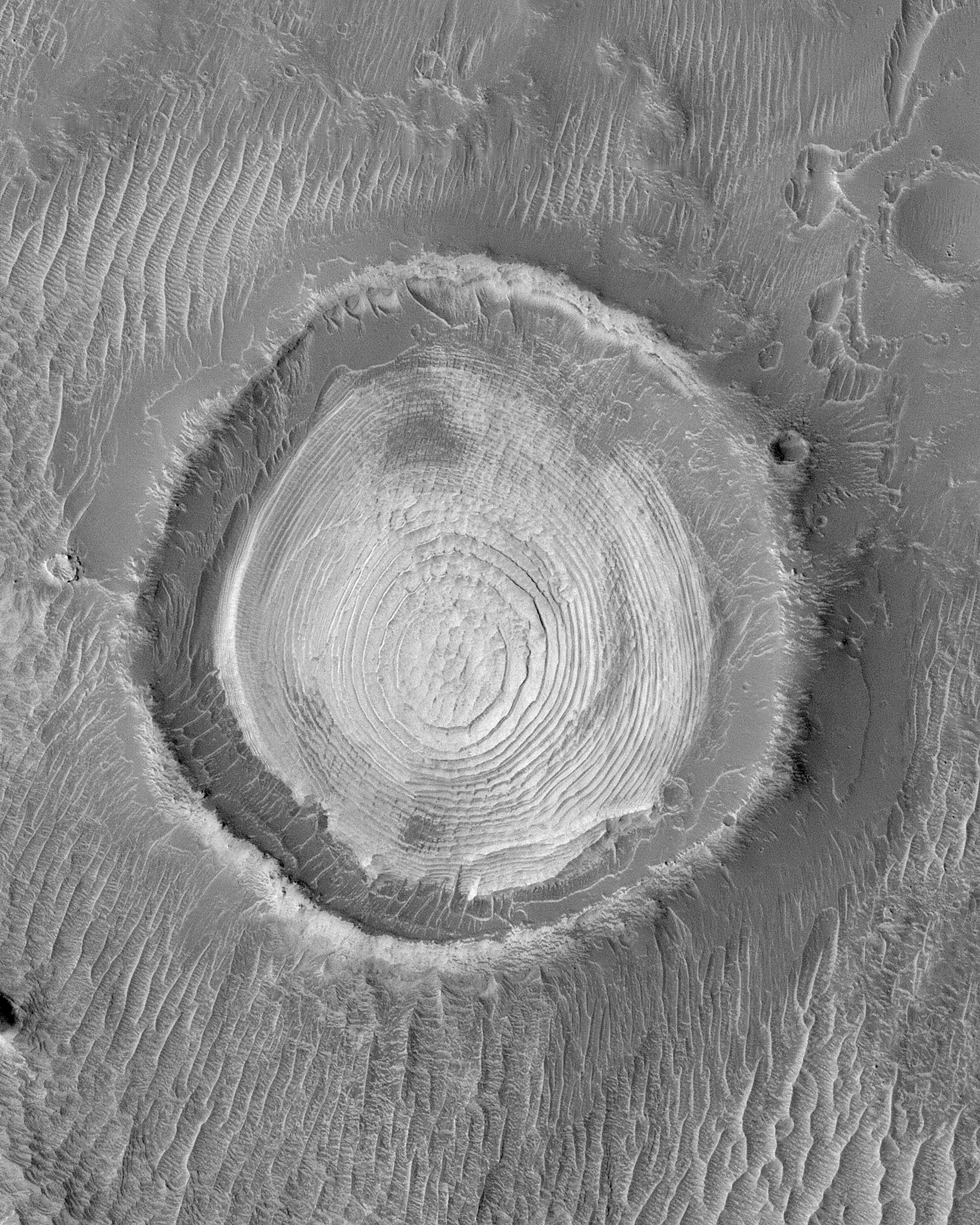
Camadas de uma cratera na bacia de Schiaparelli visto pela MGS.
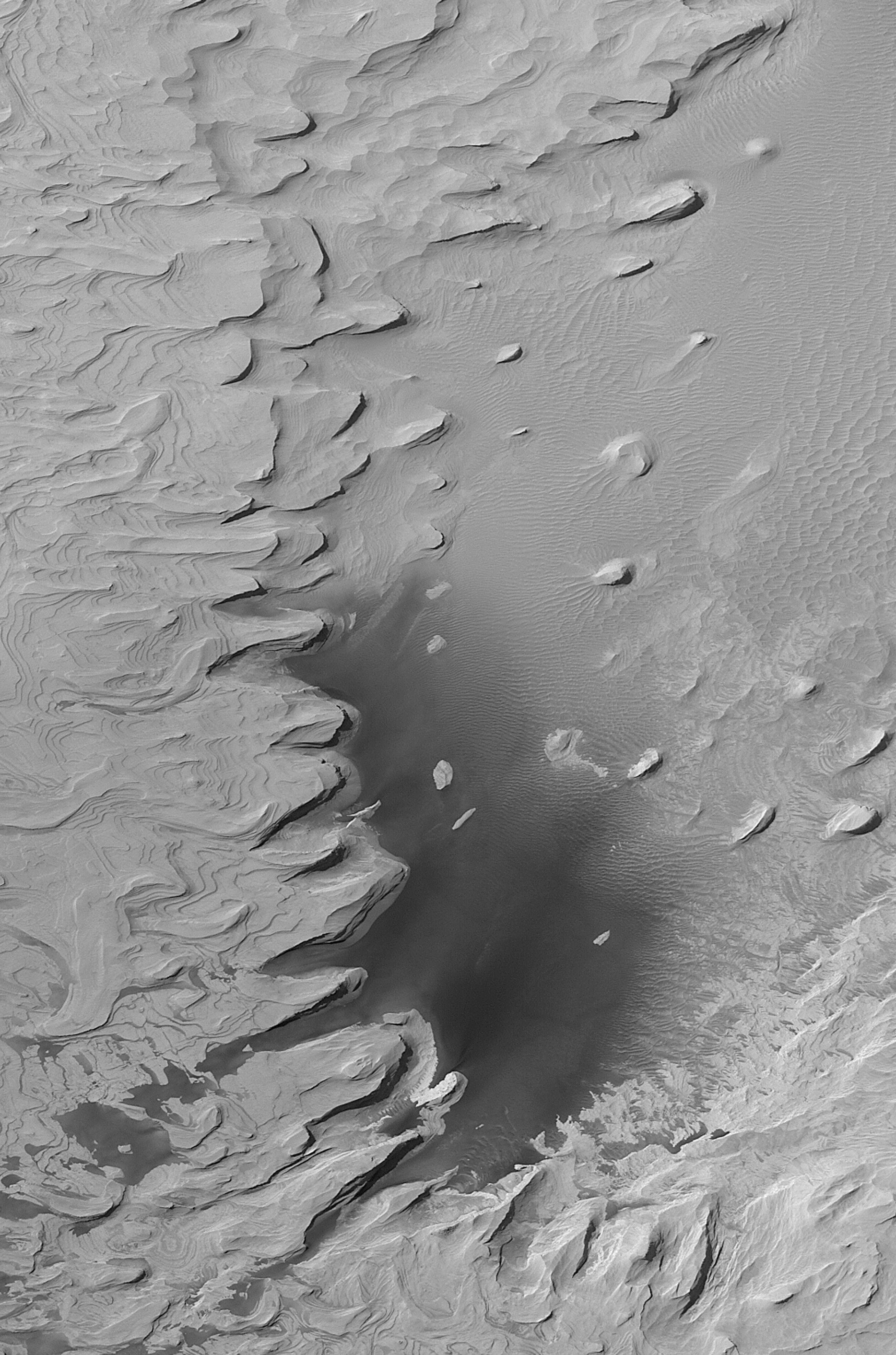
Uma cratera de impacto localizada próximo ao equador no noroeste da bacia de Schiaparelli.